# Norman Borrett
Norman Francis Borrett, född 1 oktober 1917 i Wanstead, död 10 december 2004 i Colchester, var en brittisk landhockeyspelare.
Borrett blev olympisk silvermedaljör i landhockey vid sommarspelen 1948 i London.